# Villacher Vorstadt
Die Villacher Vorstadt ist der 8. Bezirk der Stadt Klagenfurt am Wörthersee (Österreich).

## Geographie
Die Villacher Vorstadt liegt westlich der Klagenfurter Innenstadt.
Der Bezirk grenzt im Osten an den Villacher Ring und die Rosentaler Straße, verläuft im Süden entlang der Linie Wiegelegasse – Schmelzhüttenstraße – Goethestraße – Bahnstraße – Humboldtstraße, im Westen entlang der Josef-Gruber-Straße – Egger-Lienz-Weg – Linsengasse – Adolf-Tschabuschnigg-Straße – Schießstattweg, schließt im Norden einen Teil des Kreuzbergls ein und verläuft weiter entlang der Ziggullnstraße – Schloßweg – Aichelburg-Labia-Straße – Herbertstraße.

## Geschichte

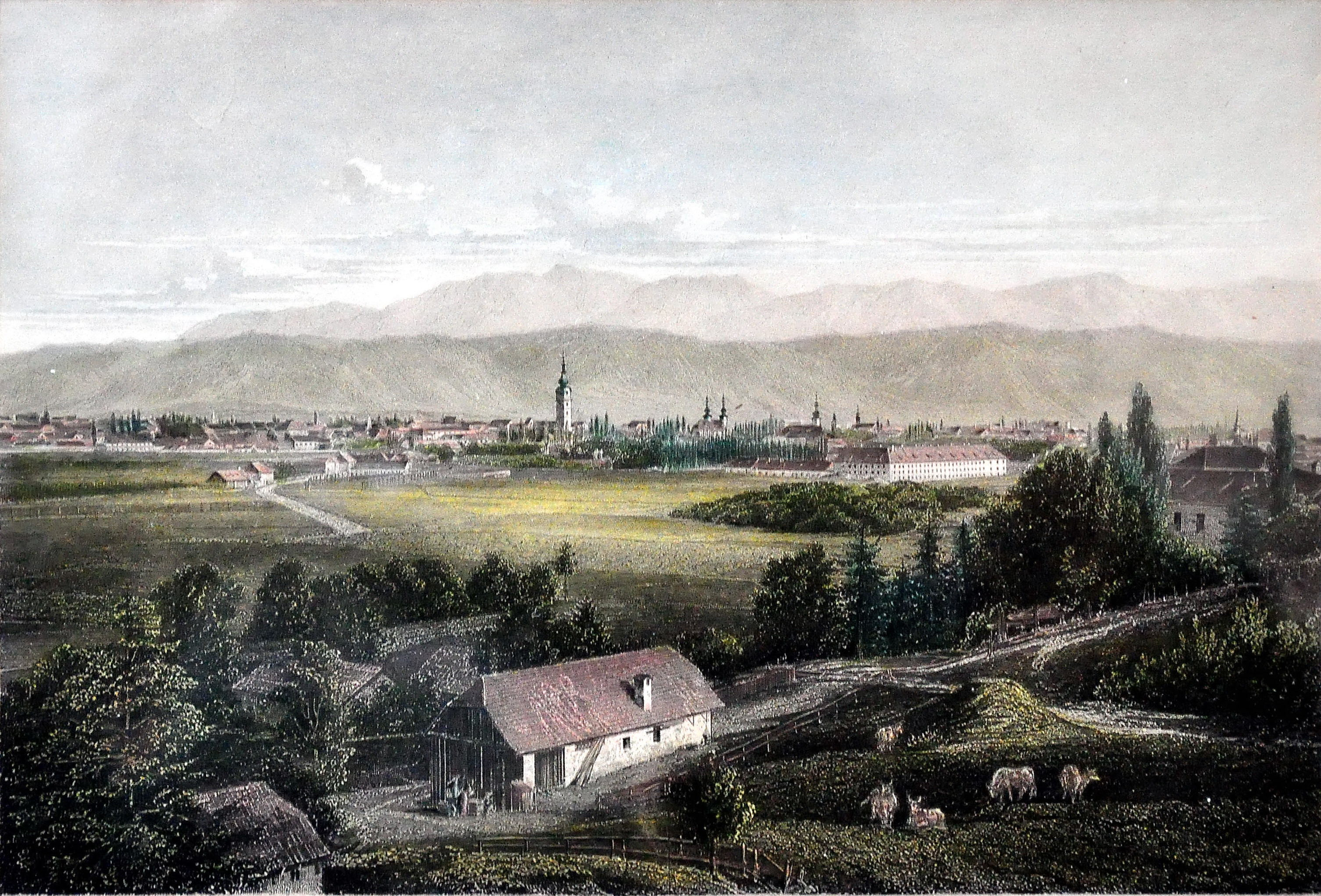
Blick auf Klagenfurt vom Kogel beim Schloss Zigguln, 1832, gemalt von Perlberg

Die Villacher Vorstadt gehört zum historischen Stadtgebiet von Klagenfurt und umfasst jenes Gebiet, das westlich der ehemaligen Stadtmauer lag. Über das Villacher Tor (heute: Stauderplatz) war sie mit der Innenstadt verbunden. 1893 wurde die Villacher Vorstadt geringfügig erweitert.

### Priesterhaus am Lendkanal
Ins neue Priesterhaus in der Tarviserstraße setzte sich ebenfalls das Deutsche Reich, ab 1940 stand der Reichsminister für die kirchlichen Angelegenheiten, ab 1942 das Reichsfinanzministerium und ab 1943 der Reichsminister des Innern im Grundbuch. Im Haus waren Dienststellen der NSDAP untergebracht. Um den Parteiangestellten Umwege zu ersparen, wurde 1942 von der Technischen Nothilfe ein Holzsteg über die Lend gebaut. Er wurde 1955 durch eine Betonbrücke ersetzt.

## Verwaltungsgliederung
Die Villacher Vorstadt bildet zusammen mit den vier Bezirken der Klagenfurter Innenstadt und den Bezirken St. Veiter Vorstadt, Völkermarkter Vorstadt und Viktringer Vorstadt die Katastralgemeinde Klagenfurt.

## Bevölkerung
Durch die Nähe zum Wörthersee ist dieser Bezirk einer der beliebtesten Wohnbezirke der Landeshauptstadt. Der nördliche Bezirksteil, am Fuße des Kreuzbergls, entwickelte sich zum Klagenfurter „Villenviertel“, in dem einige Villen im sogenannten Wörthersee-Stil entstanden und der neben der Innenstadt heute zur teuersten Wohngegend der Stadt wurde. Von den acht innerstädtischen Bezirken, die vor der ersten Eingemeindung und Stadterweiterung von 1938 das historische Klagenfurt bildeten, ist die Villacher Vorstadt mit 8.177 Einwohnern der mit Abstand bevölkerungsreichste. Es leben hier mehr Menschen als in den flächenmäßig größeren Außenbezirken Viktring, Hörtendorf oder St. Ruprecht.
Der Ausländeranteil beträgt 10,8 %, das ist etwas über dem Durchschnitt der gesamten Stadt (9,2 %).

## Pfarren und Kirchen

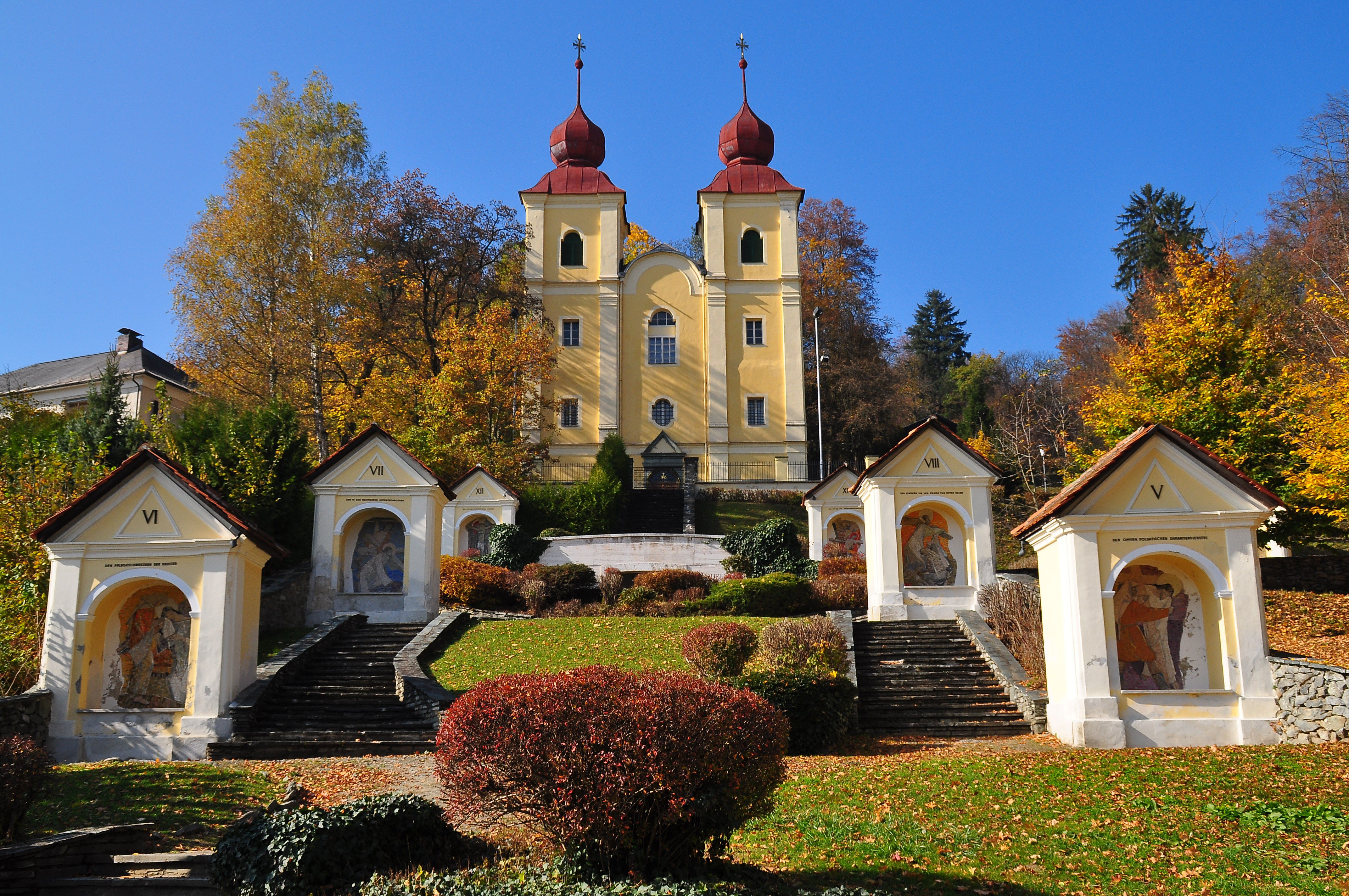
Landesgedächtnisstätte mit Kreuzberglkirche

Der Bezirksteil nördlich des Lendkanals gehört zur Stadtpfarre St. Egid mit den Filialkirchen:
- Christkönigskirche
- Kreuzberglkirche

Der Bezirksteil südlich des Lenkanals gehört zur Dompfarre und besitzt im Bezirk keine Filialkirche.
Am Lendkanal befindet sich die größte evangelische Kirche der Stadt, die Johanneskirche, einer der beiden evangelischen Pfarrkirchen Klagenfurts.

## Bebauungsplanung freier Flächen

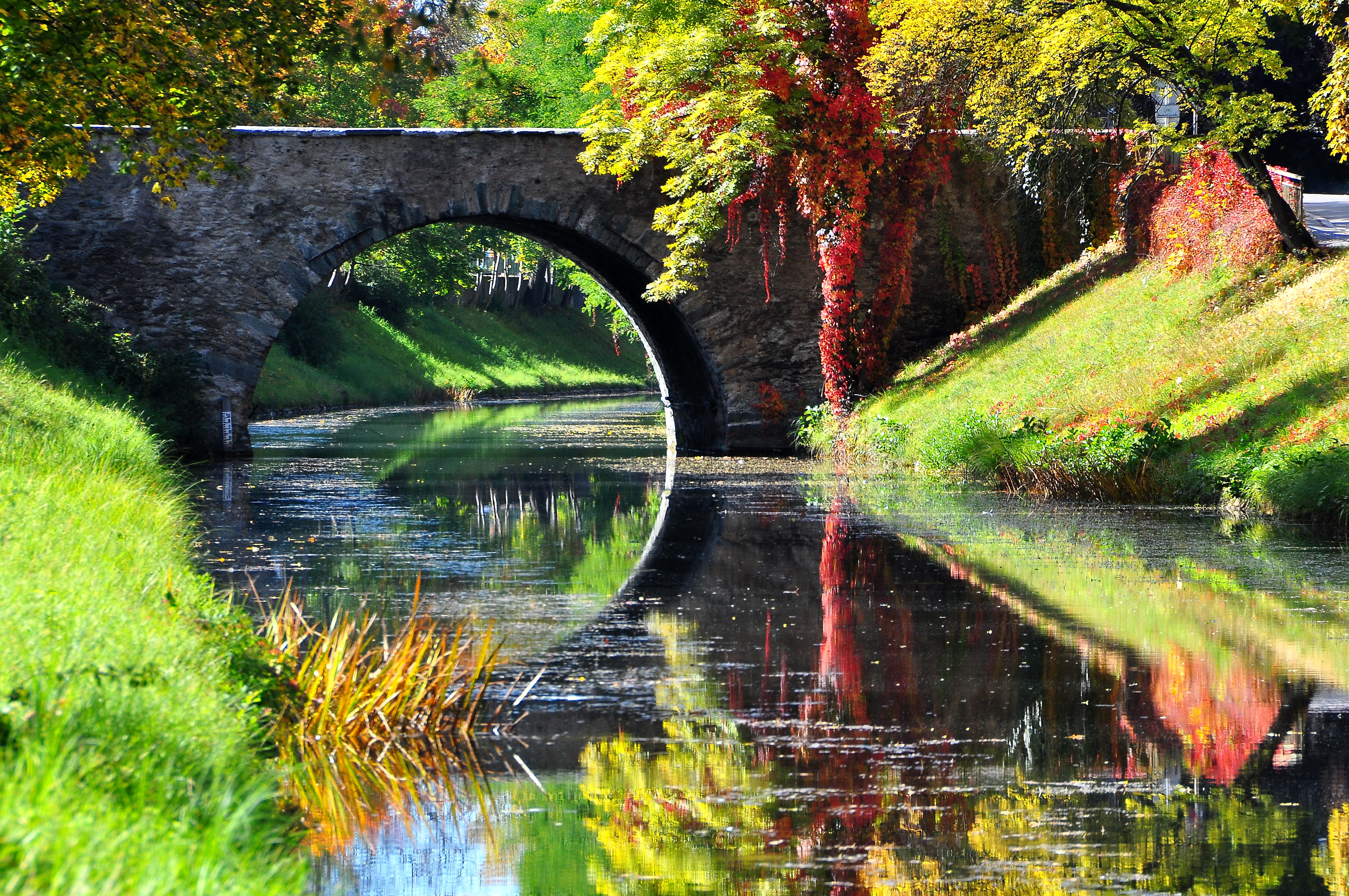
Steinerne Brücke über den Lendkanal

Es war ungemein schwierig, alle Interessen unter einen Hut zu bringen. Auch über 100 Vereine wollten bei Entscheidungen berücksichtigt werden.
Ganz anders verhielt sich die Gemeindevertretung von St. Martin. Dort hatte man 1897 einen kühnen Regulierungsplan für neue Straßen im südlichen Teil der Gemeinde beschlossen. Er enthielt die wichtigsten Straßenzüge, die den Lendkanal begleitende Tarviser Straße, die Anzengruberstraße und Teilbereiche der jetzigen Koschat- und Sterneckstraße mit ihren Quergassen. Die Hauptstraßen mit Gehsteig wiesen die beachtliche Breite von 12 m auf und sollten nur mit zweigeschoßigen Wohnhäusern verbaut werden. Und außerdem hieß es: „Auf die Anlage freier Plätze wird Rücksicht genommen werden, sobald durch die beginnende Verbauung sich das Bedürfnis für solche ergeben wird und die Stellen bekannt sein werden, wo deren Anlage erfolgen soll.“ Es kam übrigens nie dazu.

### Parkanlagen am Villacher Ring
Schließlich erhielt der neue Stadtteil doch sein Gesicht und die Altstadt kam zu ihren Parkanlagen. Die Überbleibsel von Stadtmauern, Basteien und Stadtgraben wichen einer generellen Neugestaltung, an ihre Stelle traten die Ringstraßen. Stadtseitig blieb der Villacher Ring von jeder Verbauung frei. Zu Füßen der Heiligengeistschütt entstand ein Stadtpark, der auch diesen Namen tragen sollte. Doch vor dessen Eröffnung 1905 entsannen sich die Stadtväter des 100. Todestages von Friedrich von Schiller, der mit der Klagenfurter Familie von Herbert befreundet gewesen war, pflanzten schnell eine Schillereiche und nannten die Grünanlage Schillerpark. Zum Baumbestand gehörten dann einige Exoten. Mit einem Tulpenbaum hatte die Klagenfurterin Ingeborg Bachmann ihr Baumerlebnis. „An schönen Oktobertagen kann man, von der Radetzkystraße kommend neben dem Stadttheater eine Baumgruppe in der Sonne sehen. Der erste Baum, der vor jenen dunkelroten Kirschbäumen steht, die keine Früchte bringen, ist so entflammt vom Herbst, ein so unmäßig goldener Fleck, dass es aussieht, als wäre er eine Fackel, die ein Engel fallen gelassen hat, und nun brennt er, und Herbstwind und Frost können ihn nicht zum Erlöschen bringen.“
Bei Kriegsende sah es hier 1945 übel aus. Die Nationalsozialisten hatten einen Luftschutzstollen in die Heiligengeistschütt getrieben und im Park Splittergräben gezogen, die feindlichen Bombenangriffe hatten Bombentrichter und zerfetzte Baumkronen hinterlassen. Die englische Besatzungsmacht ebnete den Park mit Bulldozzern ein, an die Stelle der Rasenfläche trat ein Gemüsegarten der Volksküche.
1923 wurde jenseits der Radetzkystraße ein weiterer Park angelegt, 1929 erhielt er als Pracht- und Mittelstück das Rosarium. Der neue Park vor dem „Herbertstöckl“ hieß zunächst Herbertpark und wurde 1930 zum Goethepark. Mit der Anlegung des Schubertparks wurde 1925 begonnen. Es gab großen Widerstand, weil dort bis dahin der Pferdemarkt und der wöchentliche Schweinemarkt ihren Standort hatten, wovon auch die umliegenden Geschäfte und Wirtshäuser profitierten. Die Umgestaltung der 28.000 Quadratmeter großen Fläche zog sich bis 1935 hin und fand mit dem Hochstrahlbrunnen, dem das Feuerlöschbassin des Stadttheaters gewichen war, seinen Abschluss.

## Villenviertel

### Erschließung des Gebietes am Fuße des Kreuzbergls
Das erste konkrete Ergebnis der Straßenplanung war noch 1893 die Herbertstraße. In den späten 1890er Jahren und nach der Jahrhundertwende ging es Schlag auf Schlag weiter. Zinshäuser mit neomanieristischem Dekor und turmartigen Dachaufbauten wuchsen in der Khevenhüllerstraße aus dem Boden. Die großzügig angelegte Koschatstraße erhielt ein geschlossenes Bauensemble mit einheitlichen Sockel- und Trauflinien und gleichen Geschoßhöhen mit aufeinander abgestimmter Farbgebung. Die Radetzkystraße mit ihrer axialen Wirkung in markanter Lage brachte es zu einer einheitlichen Fassadenzeile im historisierenden Stil. Die Sterneckstraße bekam den imposanten Baukomplex der Post- und Telegraphendirektion.

### Bauherr Johann Kobenter
Neben diesen Großbauten entstanden im ganzen Viertel geschmackvolle Villen durch private Bauherren. Der außergewöhnlichste unter ihnen war das Ehepaar Johann und Aloisia Kobenter. Es errichtete mindestens 31 villenartige Gebäude, davon nördlich des Lendkanals zehn in der Linsengasse, acht in der Fercherstraße, fünf in der Rizzistraße und fünf in der Tarviser Straße. Als Johann Kobenter sich 1892 diesem Geschäft zuwandte, war er ein Mittfünfziger, bekannter Kriegsveteran, Referent des Roten Kreuzes, Ehrenvorstand des Militär-Veteranenvereins. Seine geschwellte Brust zierten die silbernen Tapferkeitsmedaillen erster und zweiter Klasse und das päpstliche Ehrenkreuz pro ecclesia et pontifice. Zu Hause hatte er sechs Kinder, die ihm seine Frau geboren hatte.
Im schon vorgerückten Alter begann der ehemalige Feldwebel mit seiner Frau Gründe aufzukaufen und zu parzellieren, um darauf Häuser errichten zu lassen oder die Trennstücke als Bauplätze zu verkaufen. Finanziert wurden diese Aktionen mit Darlehen. In den Parzellen-Teilungsplänen nennt man eine neu anzulegende Straße Kobenterstraße und einmal erscheint zu einer Einlagezahl im Grundbruch die Bezeichnung Louisengrund. Es wird am laufenden Band gekauft und verkauft. Das Paar tritt als Bauwerber auf und reicht Baupläne ein, ersucht um Baubewilligung, begehrt die Zuweisung von Hausnummern und bittet bei Neubauten um Steuerbefreiung. In der Linsengasse und den benachbarten Straßen geht es rund, eine Villa nach der anderen entsteht. Ein Beispiel für ihre Vorgehensweise: 1901 schlossen Johann und Aloisia Kobenter in der Schiffgasse 2 mit dem Gösselinger Realitätenbesitzer König einen Kaufvertrag, mit dem ihnen dieser zum Pauschalpreis von 12.000 Kronen die Äcker 673 und 674 im Gesamtausmaß von 8.300 m² überließ. Als Anzahlung leistete das Ehepaar 5000 Kronen. Die Parzellierung ergab dann Baugründe in der Größe zwischen rund 400 bis 700 m².
In der Linsengasse 38 starb nach einem rastlosen Leben Johann Kobenter am 13. Juli 1911 im Alter von 75 Jahren an einer Lungenentzündung. 1912 trat seine Tochter Johanna als Bauwerberin auf.

### Schulbauten
In dieser Epoche war auch der Zuwachs an Schulen beträchtlich. Innerhalb von anderthalb Jahrzehnten wurden in Klagenfurt zehn Schulen gebaut, die letzte war die Westschule in der Lerchenfeldstraße. Die Eröffnung brachte das Jahr 1910, doch der Erste Weltkrieg bereitete dieser Entwicklung und dem wirtschaftlichen Aufschwung ein jähes Ende. In der Folge trat auf diesem Sektor ein totaler Stillstand ein, erst 1954 wurde die Stadt im Bezirk mit der Errichtung von Realgymnasium und Realschule in der Lerchenfeldstraße gegenüber der Westschule wieder aktiv.

## Bauwerke und Sehenswürdigkeiten
- Lendhafen und Lendkanal mit Steinerner Brücke: Im 8. Bezirk endet der Lendkanal direkt vor der einstigen Stadtmauer (Lendhafen). Der Kanal dient früher der Wasserversorgung und als Transportweg zur Heranschaffung von Waren für die Klagenfurter Märkte. Der Elisabethsteg über dem Lendhafen wurde in Anwesenheit von Kaiserin Elisabeth und Kaiser Franz Joseph I. am 4. September 1856 bei deren erstem Kärnten- bzw. Klagenfurtbesuch eröffnet. Die Steinerne Brücke über den Lendkanal ist die älteste Brücke Kärntens und das älteste erhaltene Bauwerk der Landeshauptstadt.
- „Festung“ in der Richard Wagner Straße 20
- Botanischer Garten Klagenfurt
- Bergbaumuseum Klagenfurt
- K.k. Feintuchfabrik Thys und ehemaliges Garnisonsspital des 18. Jahrhunderts in der Lerchenfeldstraße 51
- Wohn- und Atelierhaus von Switbert Lobisser: Der 1933 nach Plänen von Karl Keller als Wohn- und Atelierhaus von Switbert Lobisser errichtete dreigeschoßige Bau steht am Lobisserweg Nummer 2. Auf dem Keller ruht das gemauerte Erdgeschoß und darüber der hölzerne erste Stock mit Dachabschluss. Die Fassaden präsentieren sich mit gemaltem Fries von 1933/35 und zwei aus den Holzbalken des Obergeschoßes geschnitzten Reliefs. An den Hausecken eingemauert sind Römersteine aus Tiffen. Die Einrichtung ist aus den dreißiger Jahren des 20. Jahrhunderts.
- Henselstraße: Nach dem Ersten Weltkrieg kam die Bautätigkeit nur langsam wieder in Schwung. In der Henselstraße entstanden 1927 bis 1930 nach Entwürfen von F. L. Freyer sogenannte Papagenohäuser, eine Reihenhaussiedlung mit Vorgärten für Angestellten- und Beamtenfamilien.

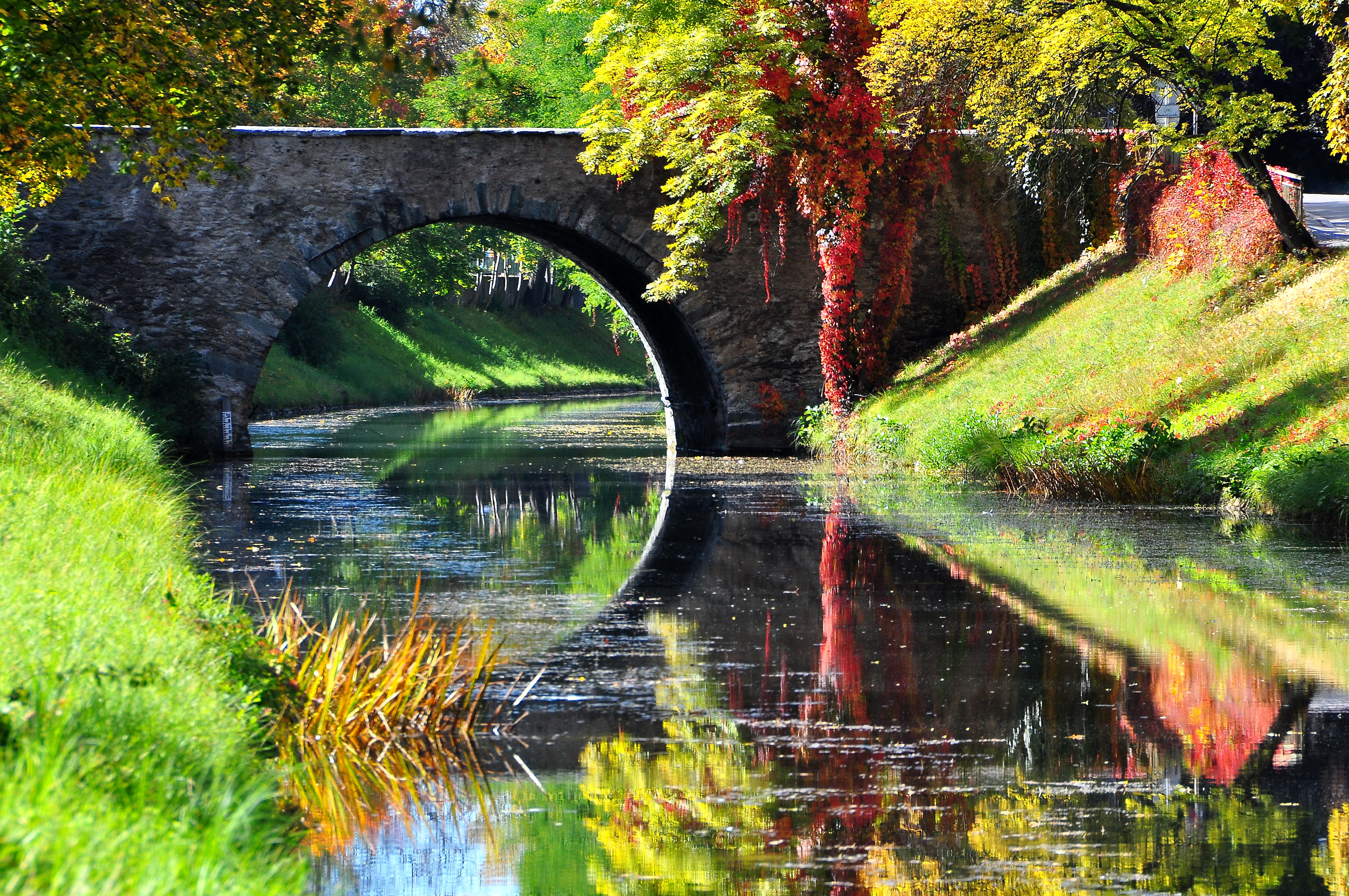
Steinerne Brücke über den Lendkanal
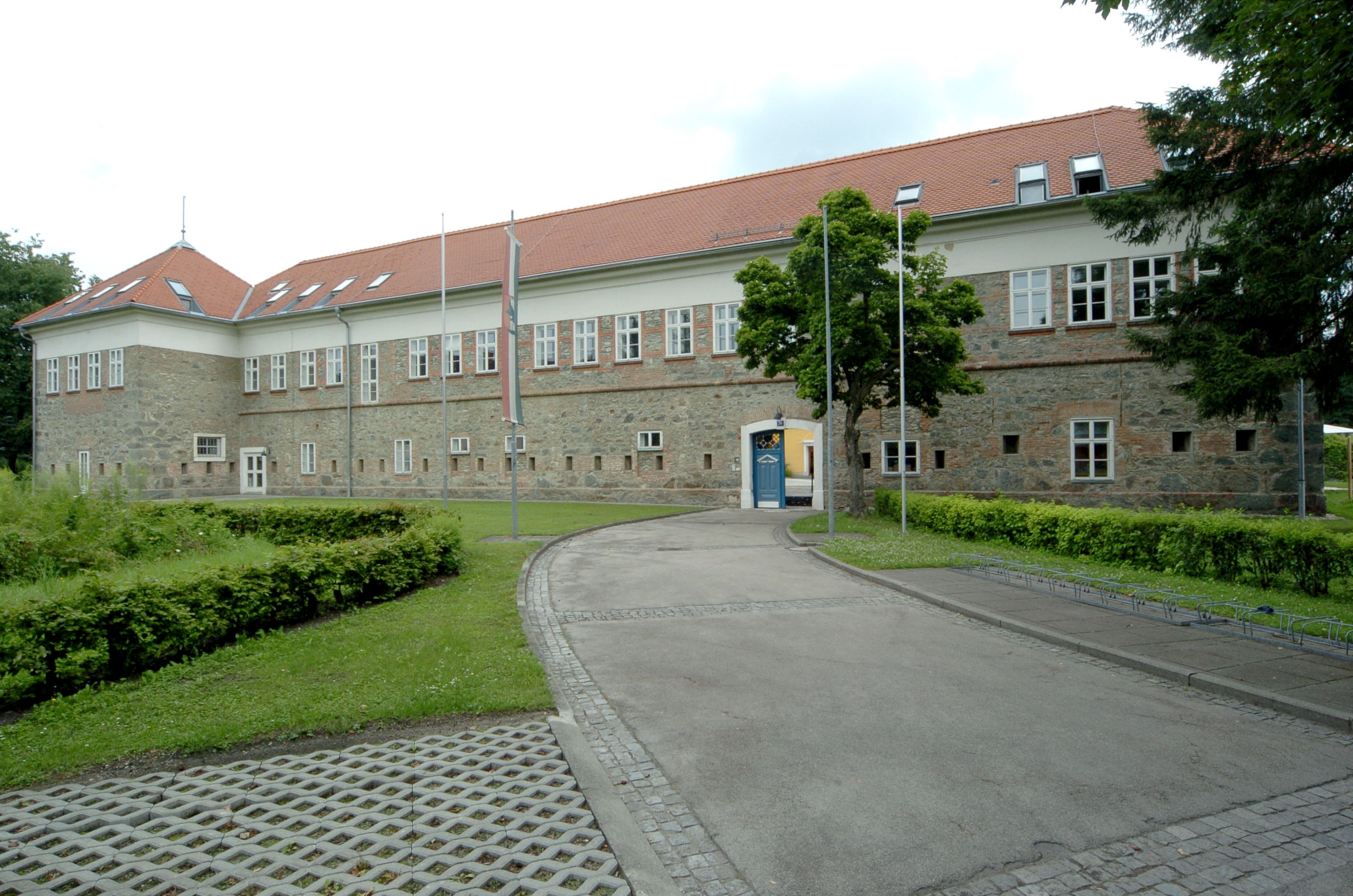
„Festung“ in der Richard-Wagner-Straße 20 (West-Ansicht)
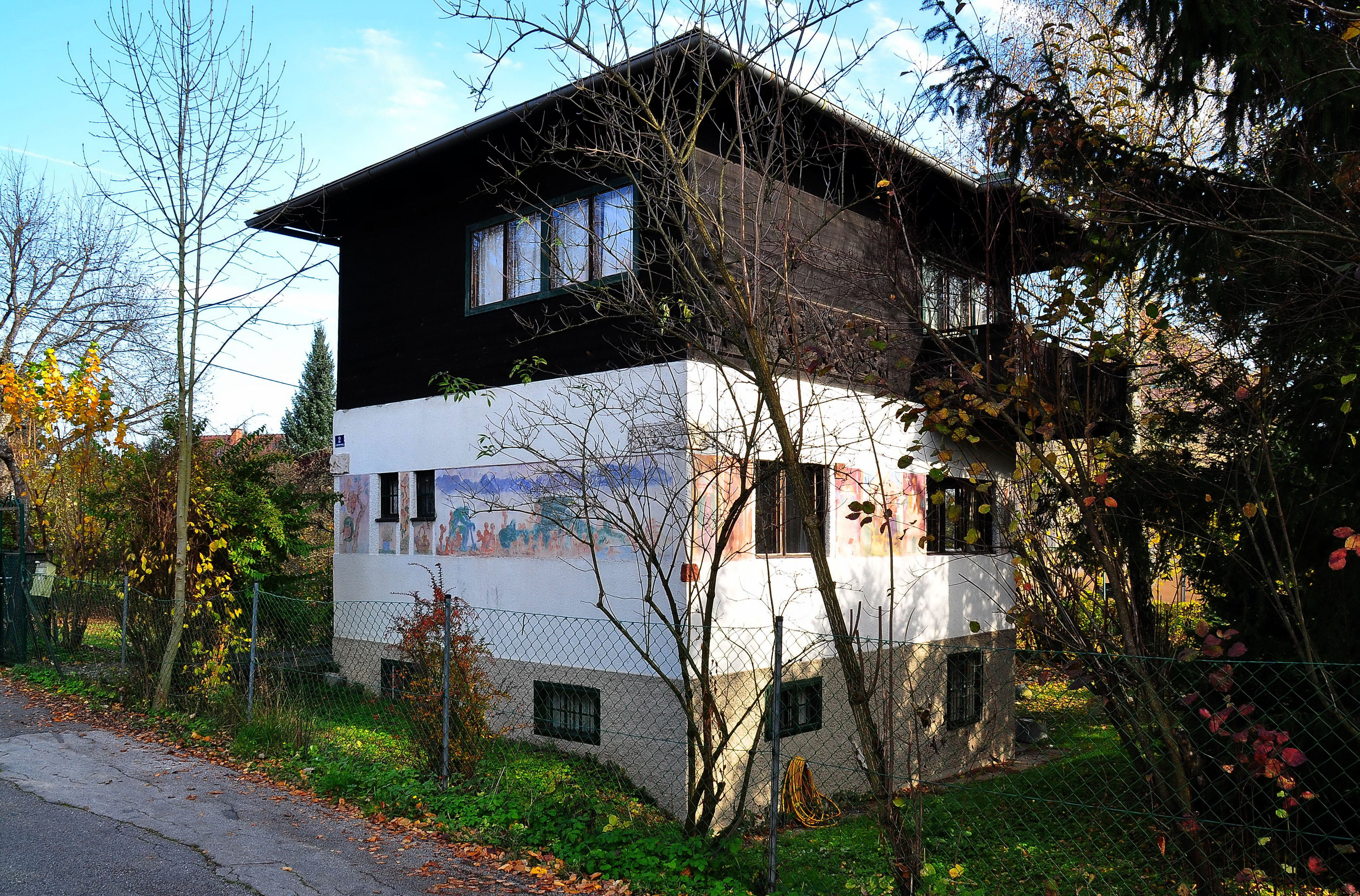
Lobissers Wohn- und Atelierhaus
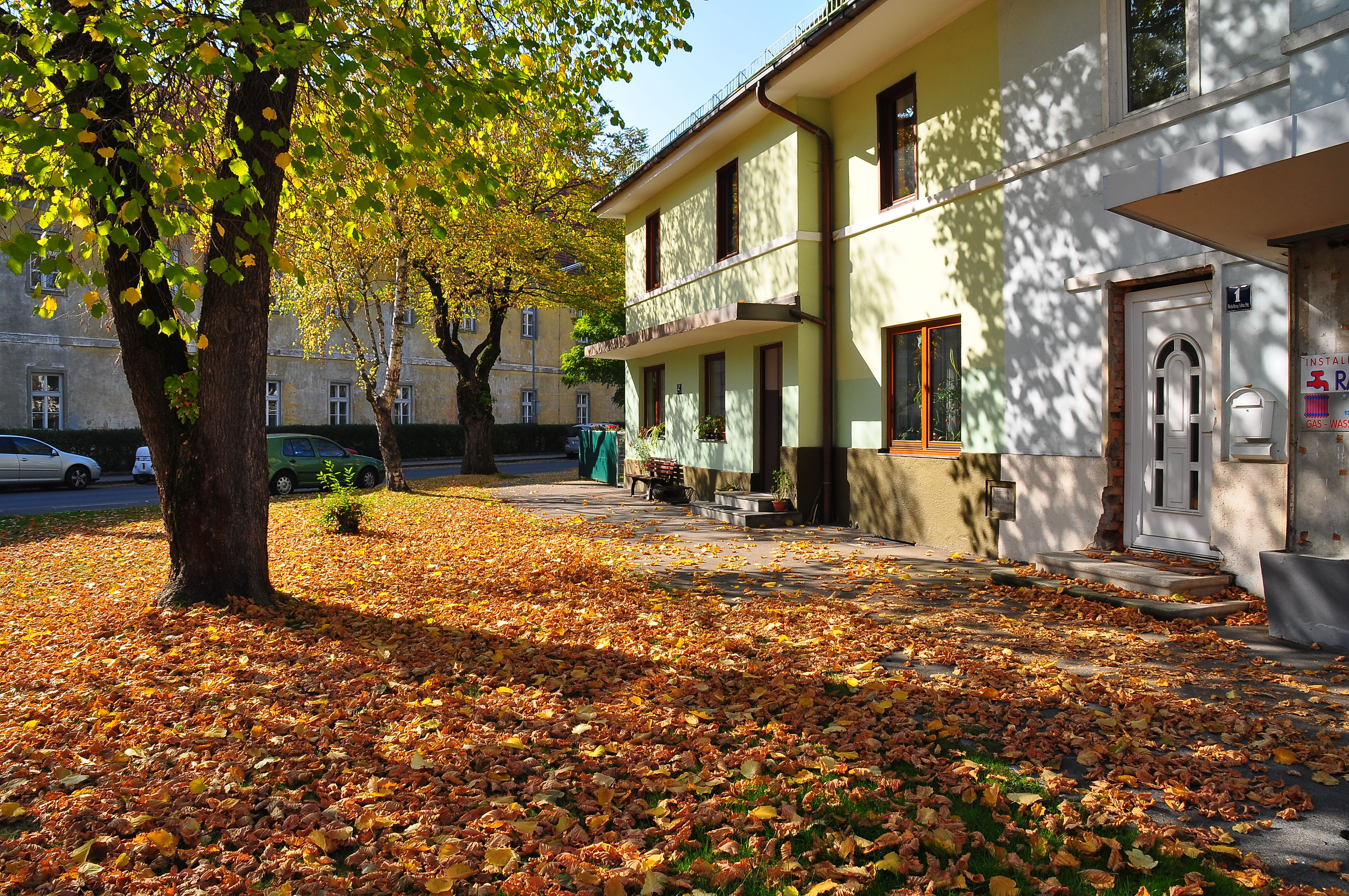
Henselstrasse 2

## Kreuzbergl

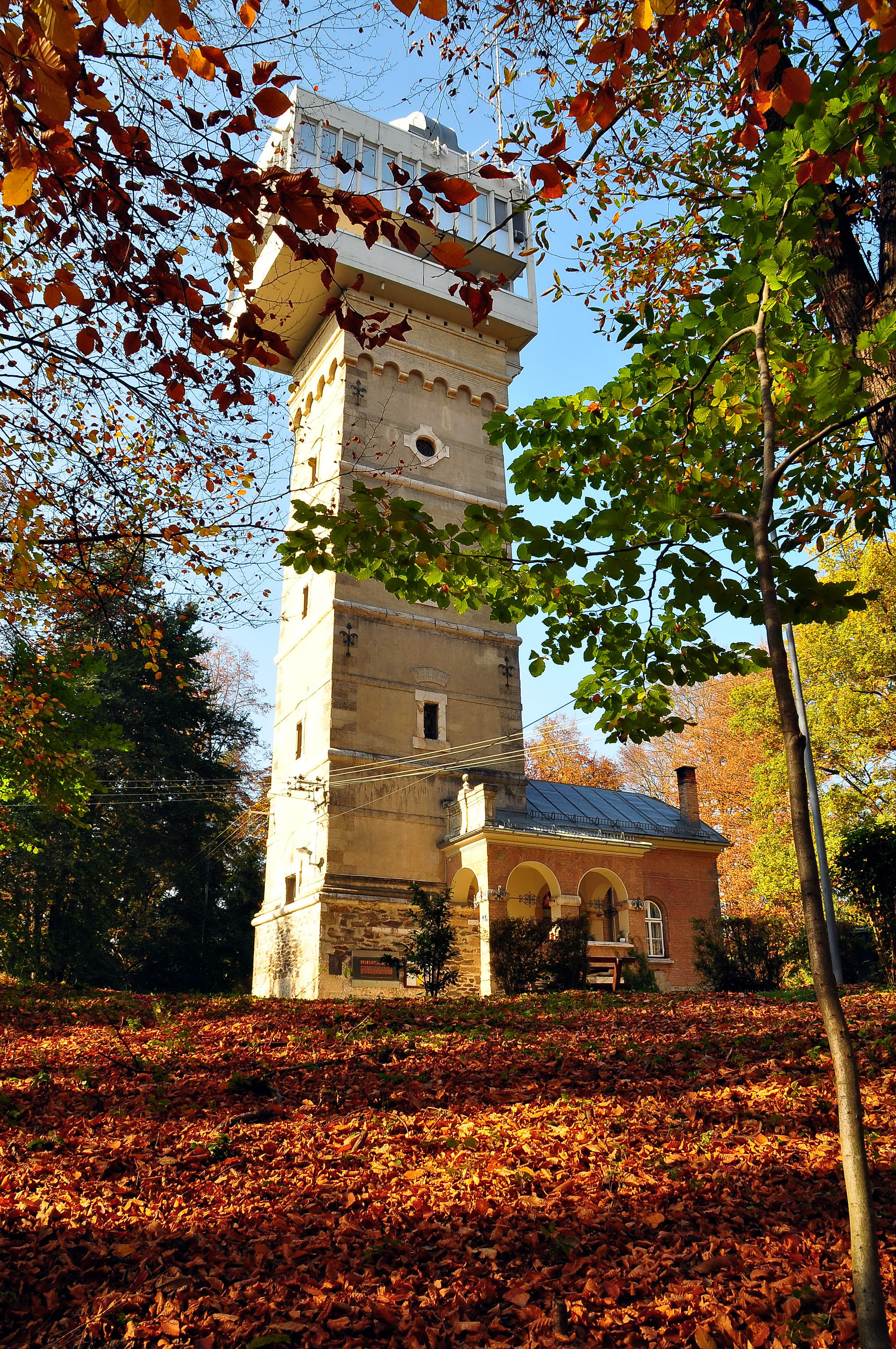
Volkssternwarte auf dem Kreuzbergl

Im Norden des Bezirkes befindet sich der Klagenfurter Hausberg, das 517 m hohe Kreuzbergl. Der Berg hieß bis 1742 Wölfnitzberg, danach aufgrund der Chloritschiefervorkomnisse Steinbruchberg oder Steinbruchkogel. An der Stelle des einstigen Steinbruchs befindet sich heute der Botanische Garten. 1692 errichtete der landständische Grenzzahlmeister Christian Anton von Leyersperg am heutigen Platz der Kirche ein großes Kreuz, ab 1737 entstanden die Kirche und die Kalvarienberganlage (1778 eingeweiht), die später zu einer Landesgedächtnisstätte für die Gefallenen umgestaltet wurde (1959 eingeweiht). Das Volk nannte den Berg schon alsbald Kalvarienberg und später Kreuzbergl. Der steinerne Aussichtsturm wurde 1895 an Stelle eines hölzernen errichtet, später wurde er Basis für eine Sternwarte, die 1965 eröffnet wurde.

## Galerie

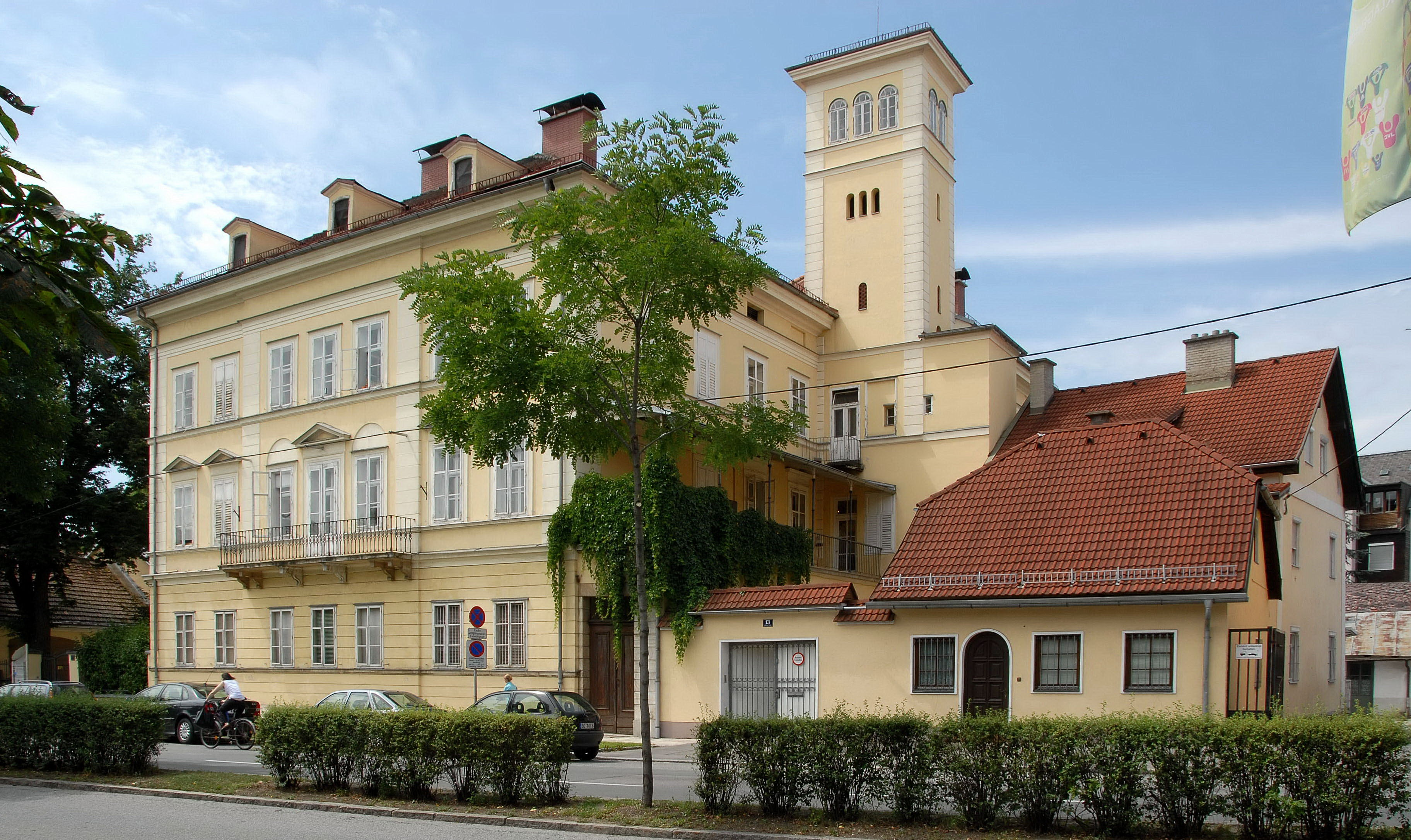
Villa von Domenico Venchiarutti am Villacher Ring Nr. 11
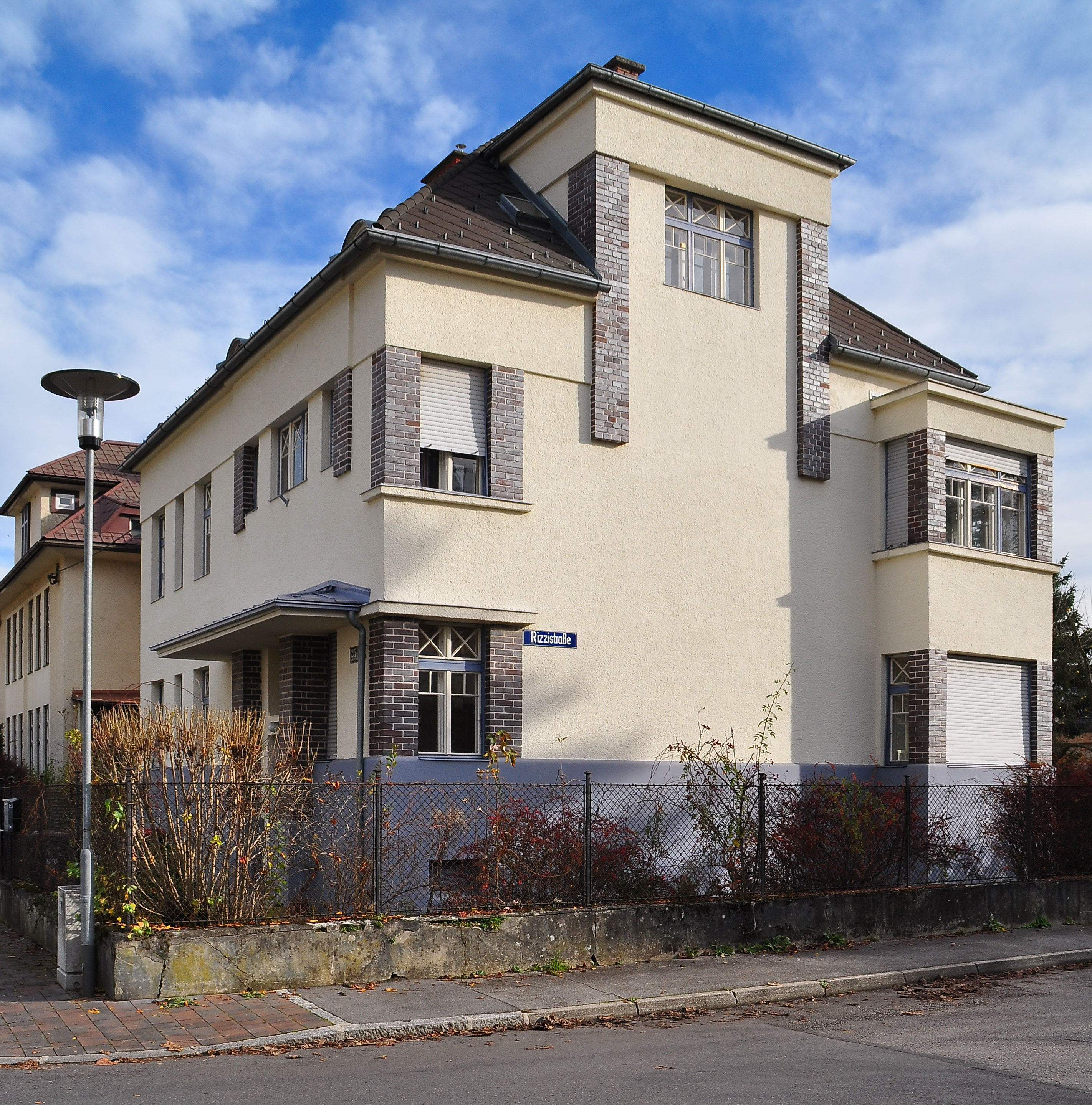
Villa Kloss, kubisch aufgebautes Einfamilienhaus aus dem Jahre 1930, erbaut von F. L. Freyer, in der Beethovenstraße Nr. 25
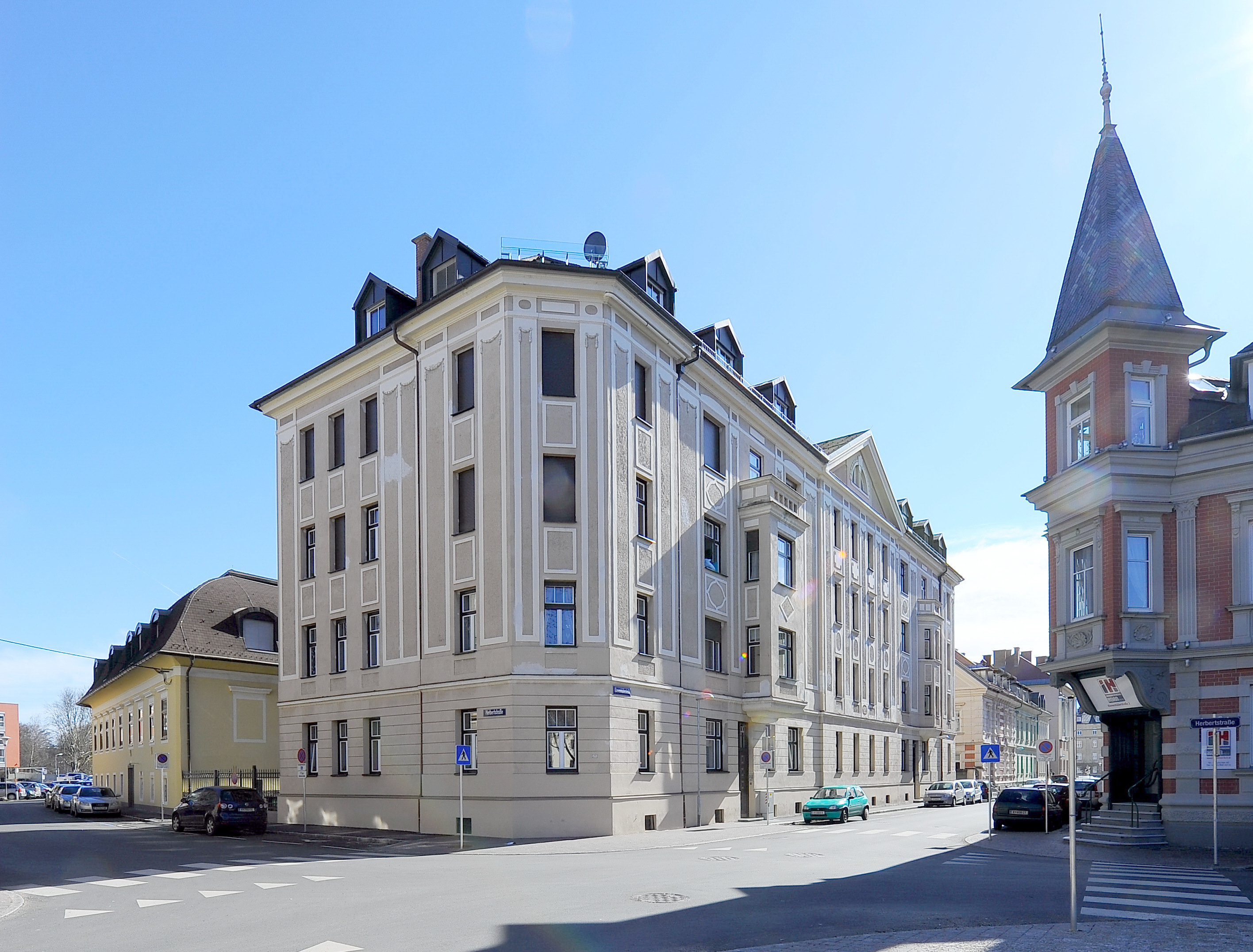
Ecke Herbertstraße zur Khevenhüllerstraße
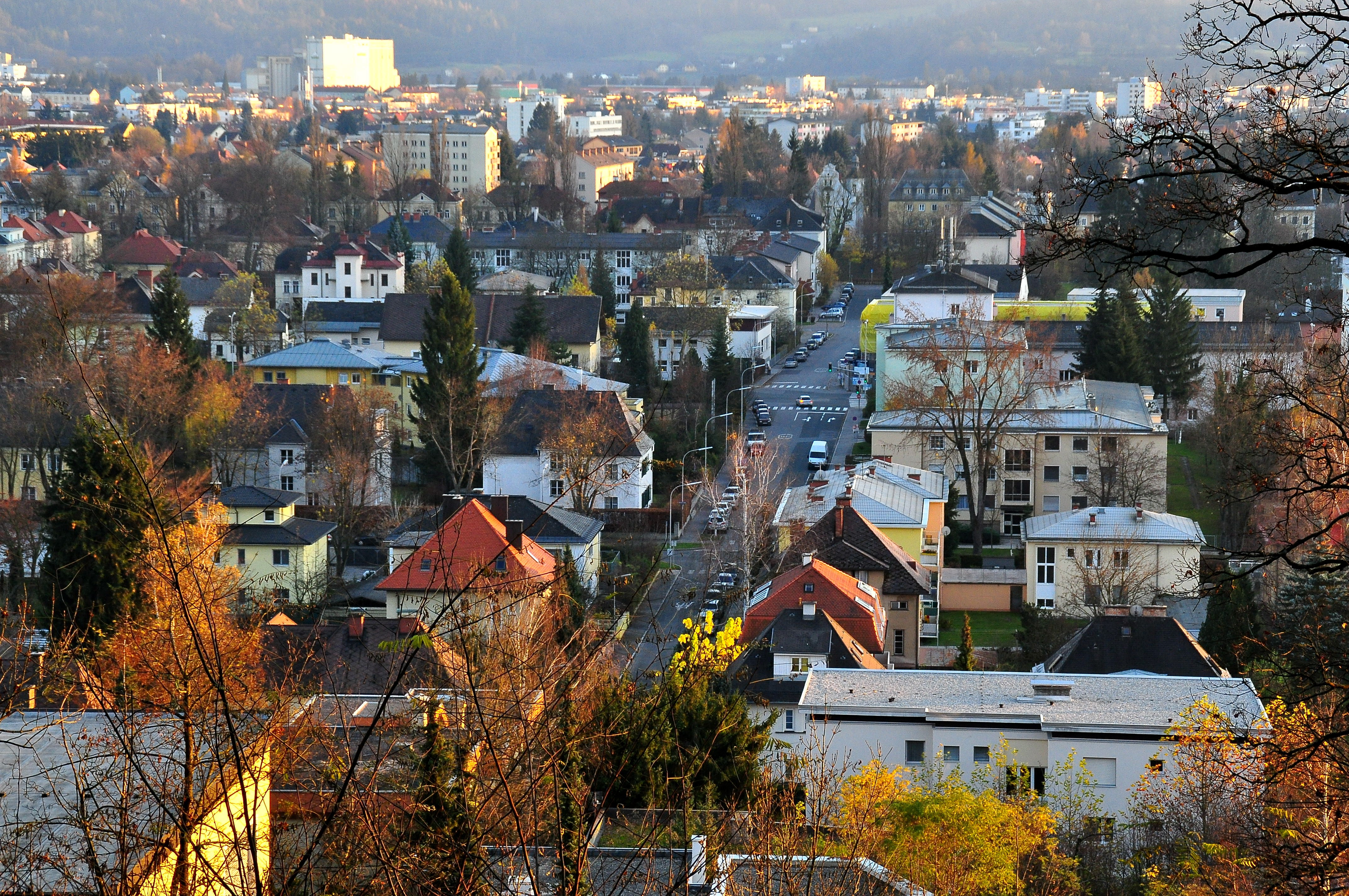
Blick vom Kreuzbergl

## Wirtschaft und Infrastruktur
In diesem Bezirk befinden sich das Klagenfurter Unfallkrankenhaus, das Sanatorium Mariahilf, das Erholungsgebiet Kreuzbergl mit Aussichtsturm und Sternwarte, das ORF-Landesstudio Kärnten, die Klagenfurter Feuerwehr, die Postdirektion sowie der Bahnhof Lend.
Der Bezirk ist mit dem Bahnhof Klagenfurt Lend an die S-Bahn Kärnten angebunden. Die Linie S1 verkehrt vom Bahnhof Lend im 30-Minuten-Takt in Richtung Villach, Klagenfurt Hauptbahnhof und St. Veit an der Glan.
Die Busse der Stadtwerke Klagenfurt durchqueren auf mehreren Linien den 8. Bezirk:
- Die Linie 10 verbindet ihn mit dem Wörthersee, der Innenstadt und Ebenthal in Kärnten
- Die Linie 15 verbindet ihn mit dem Westbahnhof, dem Stauderplatz, Koschatstraße und Bahnhof Klagenfurt Lend
- Die Linie 20 verbindet ihn mit Krumpendorf, dem Wörthersee, der Innenstadt, St. Jakob, Niederdorf und Hörtendorf
- Die Linie 50 verbindet ihn mit der Innenstadt und St. Jakob
- Die Linie 60 verbindet ihn mit Waidmannsdorf, der Innenstadt, Welzenegg und der P&R Anlage bei der Cinecity
- Die Linie 61 verbindet ihn mit Waidmannsdorf, der Innenstadt und Welzenegg
- Die Linie 81 verbindet ihn mit Viktring
- Die Linie 91 verbindet ihn mit Waidmannsdorf und mit der Fischlsiedlung
- Die Linie 92 verbindet ihn mit Krumpendorf, dem Wörthersee und mit der Innenstadt
- Die Linie 95 verbindet ihn mit der Innenstadt und mit St. Jakob